# Michael Gazzaniga
Michael S. Gazzaniga (12 de dezembro de 1939) é um psicólogo, neurocientista e professor de psicologia estadunidense. Na Universidade da Califórnia em Santa Bárbara, dirige o novo centro do SAGE para o estudo da mente. É um dos principais pesquisadores sobre neurociência cognitiva, o estudo da base neural da mente.

## Carreira
Em 1961, graduou-se na Faculdade de Dartmouth. Em 1964, obteve doutorado em psicobiologia no Instituto de Tecnologia da Califórnia, onde trabalhou sob a orientação de Roger Sperry, com a responsabilidade primária para o início dos estudos sobre split-brain (termo usado para descrever o resultado quando o corpo caloso que conecta os dois hemisférios do cérebro é cortado em algum grau). Em seus trabalhos posteriores, Gazzaniga tem feito importantes avanços na compreensão da lateralização funcional no cérebro e como os hemisférios cerebrais se comunicam entre si.
Gazzaniga fundou os Centros de Neurociências Cognitivas da Universidade da Califórnia em Davis e da Faculdade de Dartmouth, o Instituto de Neurociência e o Journal of Cognitive Neuroscience, publicação da qual ele é o editor-chefe emérito. Gazzaniga é um membro do Conselho Presidencial de Bioética. Ele também é o diretor do Projeto de Lei e Neurociência, criado para estudar a intersecção da lei e da neurociência.

## Estudos
Gazzaniga liderou estudos pioneiros no aprendizado e compreensão de pacientes com cérebro dividido e como seus cérebros funcionam. Ele realizou vários estudos e fez grandes quantidades de pesquisas em pacientes com cérebro dividido para fornecer uma compreensão de maior qualidade da vida das pessoas afetadas por esse fenômeno raro. Ele estudou como as pessoas que têm as duas metades do cérebro separadas funcionam em comparação com aquelas que não têm. Gazzaniga analisou quais funções corporais são controladas por cada metade do cérebro. Ele analisou o que os pacientes com cérebro dividido são capazes de fazer como resultado de sua condição, como a capacidade de desenhar dois objetos diferentes com cada mão, uma habilidade que uma pessoa com um cérebro não dividido é incapaz de fazer. Eles estudam como aqueles com cérebro dividido agem emocional e fisicamente em comparação com aqueles que não têm um cérebro dividido. Através dos estudos de Gazzaniga, uma compreensão muito maior do fenômeno do cérebro dividido foi trazida para outros fisiologistas, bem como para a população em geral do mundo.

### Paciente W.J.
O paciente W.J. era um paraquedista da Segunda Guerra Mundial que foi atingido na cabeça com uma coronha de rifle, após o que começou a ter convulsões. Antes de sua operação para tentar consertar as convulsões, Gazzaniga testou suas funções cerebrais. Isso incluiu a apresentação de estímulos para os campos visuais esquerdo e direito e a identificação de objetos em suas mãos que estavam fora de vista. Ele foi capaz de realizar essas tarefas perfeitamente e depois fez a cirurgia que dividiu seu corpo caloso e comissura anterior. Após a cirurgia, ele foi trazido novamente para testes com Gazzaniga, nos quais estímulos como letras e rajadas de luz foram exibidos para os campos visuais esquerdo e direito. Os estímulos lançados para o campo visual direito foram processados pelo hemisfério esquerdo do cérebro, que contém o centro da linguagem, então ele foi capaz de pressionar um botão para indicar que viu o estímulo e relatou verbalmente o que tinha visto. No entanto, quando os estímulos eram exibidos para o campo visual esquerdo e, portanto, para o hemisfério direito, ele pressionava o botão, mas não podia relatar verbalmente ter visto nada. Quando eles modificaram o experimento para que ele apontasse para o estímulo que foi apresentado ao seu campo visual esquerdo e não tivesse que identificá-lo verbalmente, ele foi capaz de realizar essa tarefa com precisão.
O corpo caloso dividido do paciente W.J. também pode causar conflitos entre os hemisférios. Um exemplo disso pode ser visto com suas mãos, onde cada mão era controlada pelo hemisfério oposto, e não havia comunicação entre as duas. Isso resultaria em momentos em que uma mão poderia se estender para abrir a porta do carro enquanto a outra tentaria impedir que a mão abrisse a porta.

### Paciente P.S.
O paciente P.S. era um adolescente em quem foi demonstrado que a compreensão da linguagem era possível no hemisfério direito. Quando a palavra "namorada" foi exibida em seu campo visual esquerdo e, portanto, em seu hemisfério direito, ele não conseguiu dizer verbalmente o nome de sua "paixão", mas então soletrou o nome "Liz" com peças de Scrabble. Isso sugeriu que, embora a linguagem verbal não fosse possível no hemisfério direito, havia uma forma de linguagem possível por meio de gestos e movimentos da mão esquerda.

## Publicações
- Gazzaniga, Michael S. (1970). The Bisected Brain. New York: Appleton-Century-Crofts. ISBN 978-0-390-35278-1
- Gazzaniga, Michael S.; LeDoux, Joseph E. (1978). The Integrated Mind. New York: Plenum Pr. ISBN 978-0-306-31085-0
- Gazzaniga, Michael S. (1987). Social Brain: Discovering the Networks of the Mind. [S.l.]: Basic Books. ISBN 978-0-465-07850-9
- Gazzaniga, Michael S. (1988). Mind Matters: How Mind and Brain Interact to Create our Conscious Lives. Boston: Houghton Mifflin. ISBN 978-0-395-50095-8
- Gazzaniga, Michael S. (1992). Nature's Mind: The Biological Roots of Thinking, Emotions, Sexuality, Language and Intelligence. New York: BasicBooks. ISBN 978-0-465-04863-2
- Gazzaniga, Michael S. (2000). The Mind's Past. Berkeley, Calif: University of California Press. ISBN 978-0-520-22486-5
- Gazzaniga, Michael S. (2005). The Ethical Brain. New York [u.a.]: Dana Press. ISBN 978-1-932594-01-0
- Senior, Carl; Russell, Tamara; Gazzaniga, Michael S. (2006). Methods in Mind 1st ed. Cambridge, MA: The MIT Press. ISBN 978-0-262-19541-6
- Gazzaniga, Michael S.; Ivry, Richard B.; Mangun, George R. (2009). Cognitive Neuroscience: The Biology of the Mind 3rd ed. New York: W.W. Norton. ISBN 978-0-393-92795-5
- Gazzaniga, Michael S. (2009). Human: The Science Behind What Makes Us Unique 1st ed. New York: Harper Perennial. ISBN 978-0-06-089289-0
- Gazzaniga, Michael S. (2011). Who's in Charge?: Free Will and the Science of the Brain 1st ed. New York, NY: Ecco. ISBN 978-0-06-190610-7
- Gazzaniga, Michael S. (2015). Tales from Both Sides of the Brain: A Life in Neuroscience 1st ed. New York, NY: Ecco. ISBN 978-0062228802
- Gazzaniga, Michael S. (2018). The Consciousness Instinct: Unraveling the Mystery of How the Brain Makes the Mind 1st ed. New York, NY: Farrar, Straus and Giroux. ISBN 978-0374715502